# سیرکیوس (کانزاس)
سیرکیوس (به انگلیسی: Syracuse) شهری در ایالت کانزاس کشور ایالات متحده آمریکا است که جمعیت آن در سرشماری سال ۲۰۱۰ میلادی، ۱٬۸۱۲ نفر بوده‌است.

## نگارخانه

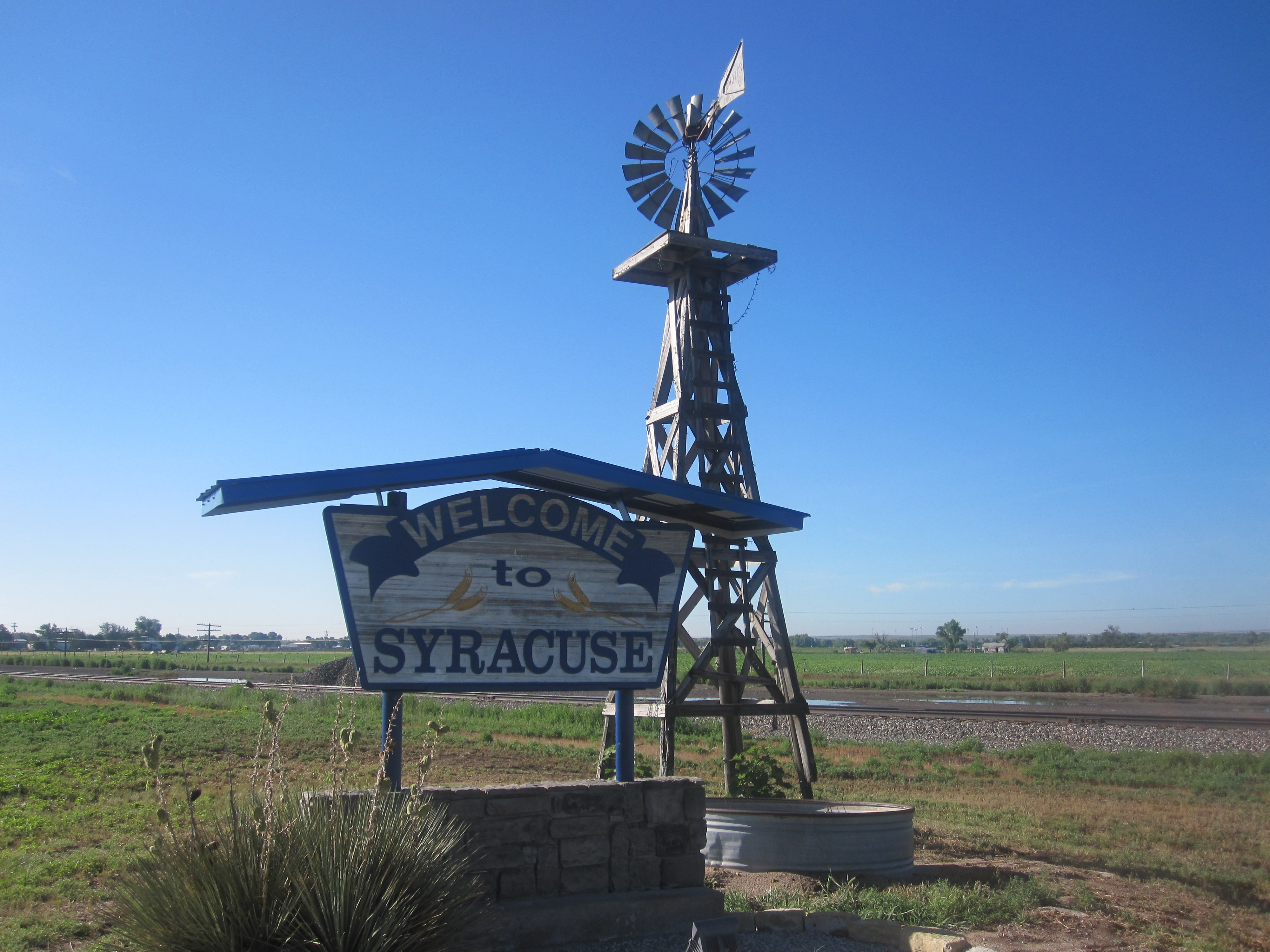
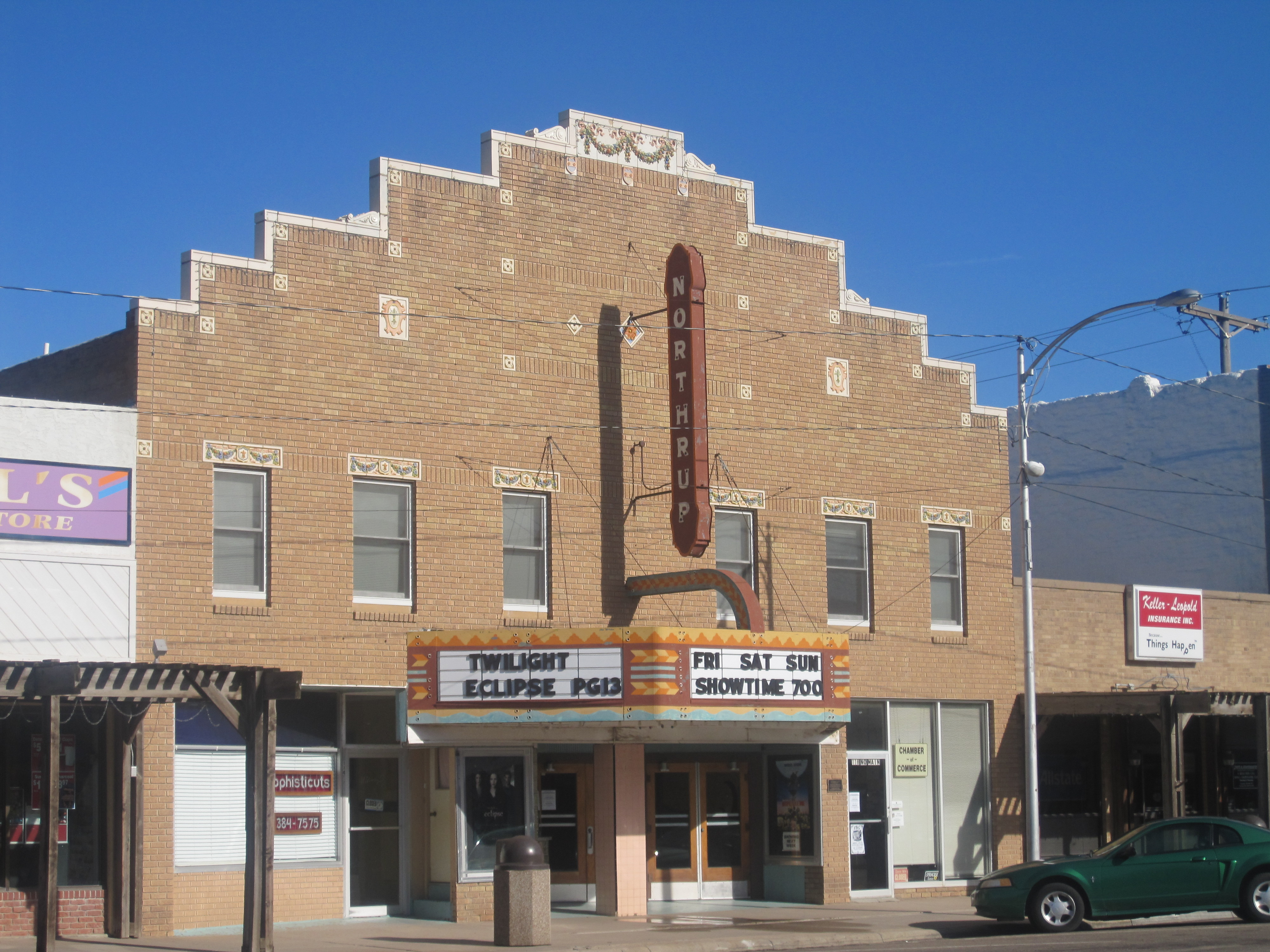
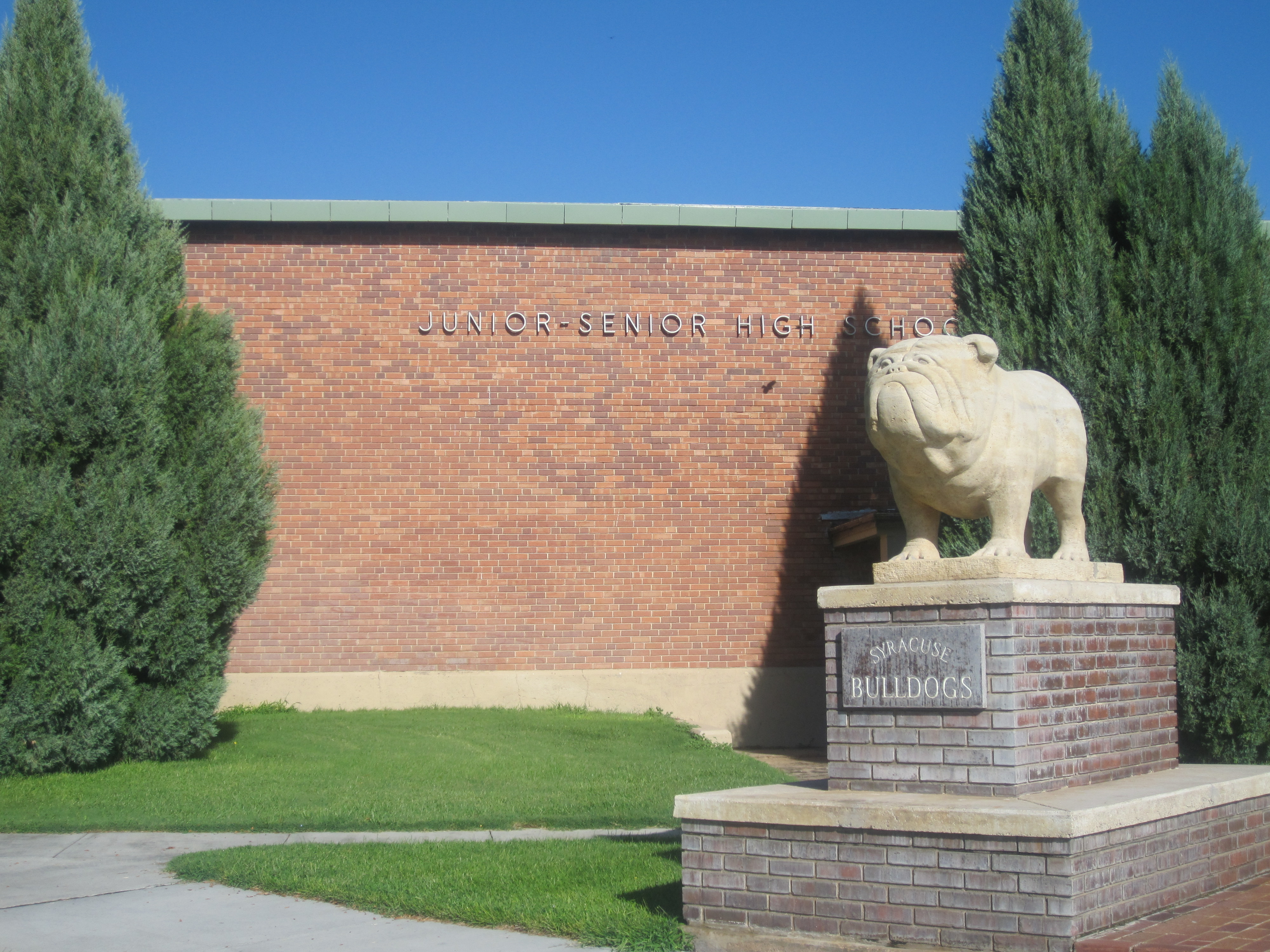
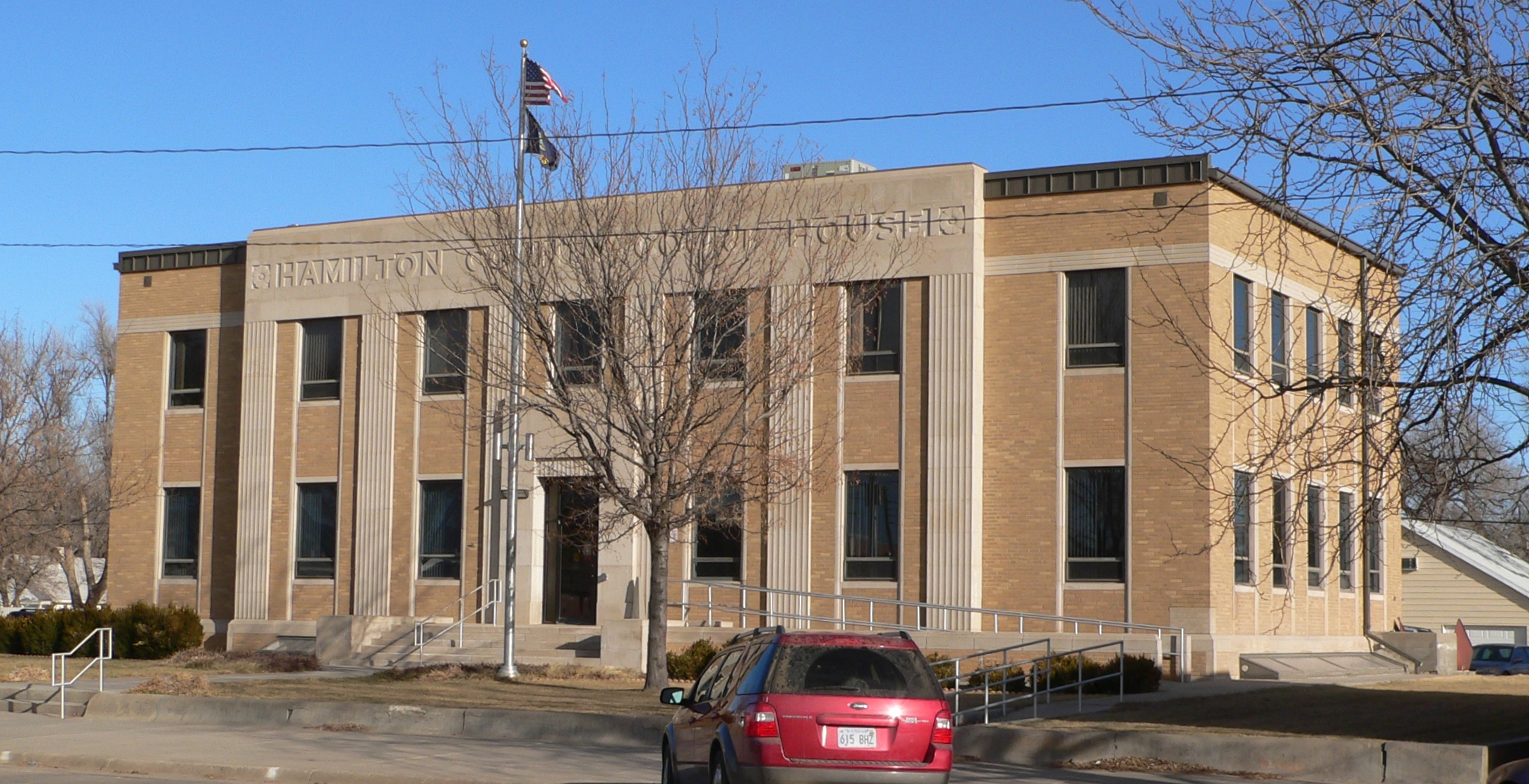